# Neptunova kašna (Liberec)
Neptunova kašna v Liberci je městská kašna stojící na severní straně náměstí Dr. E. Beneše v Liberci.

## Popis

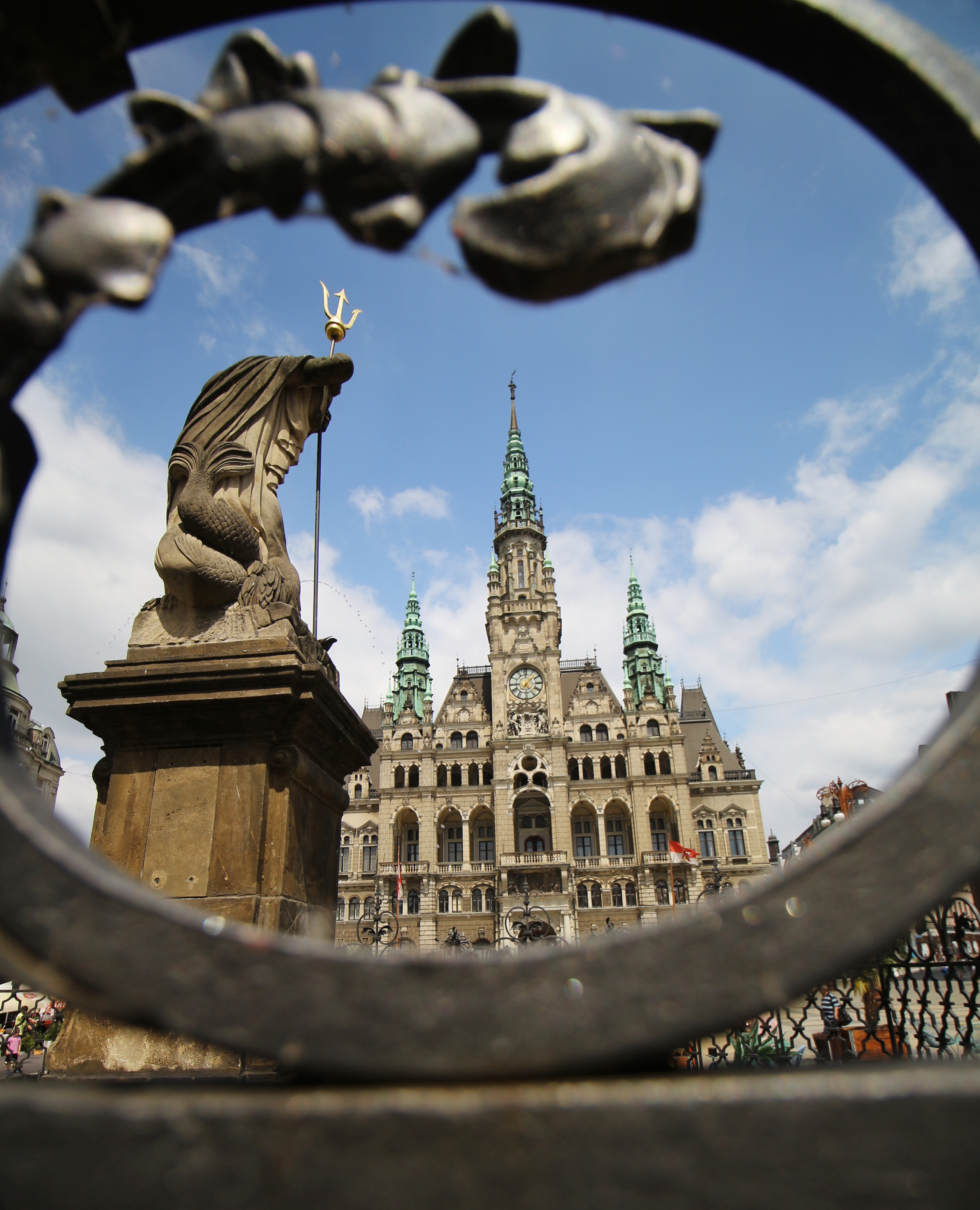
Kašna se sochou Neptuna a radnicí

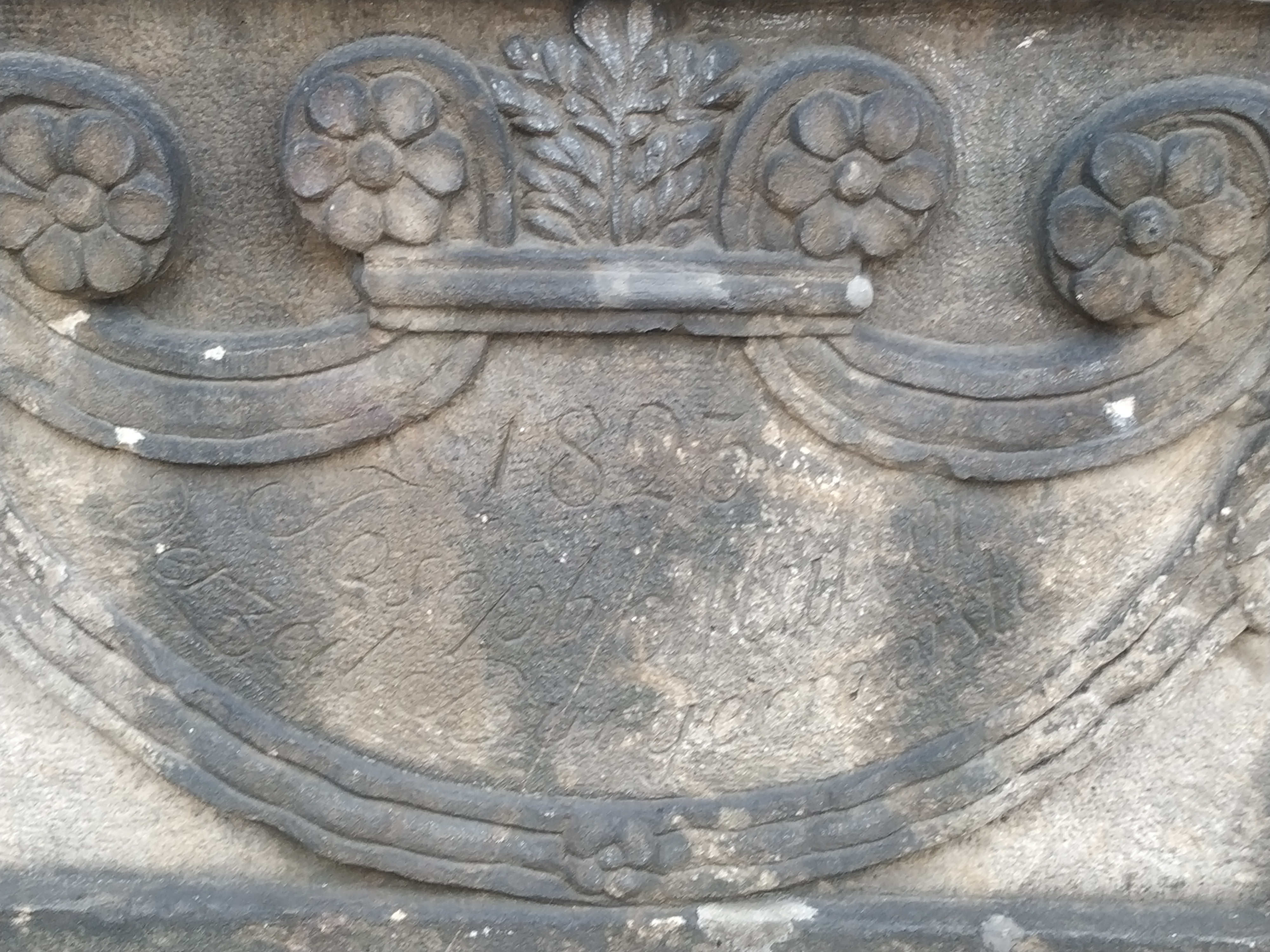
Pole s německými nápisy na straně kašny

Dominantou kašny je pískovcová socha řeckého boha Poseidóna (Neptuna) držícího obouručně trojzubec na pravé straně. Neptun hledí směrem k radnici. Součástí sochy je Delfín, na kterém Neptun stojí a který má funkci chrliče. Socha stojí na velkém kamenném soklu postaveném na hranolovém podstavci.
Vana kašny má tvar nepravidelného osmiúhelníku. Je vytvořena z pískovce. Její obvod je tvořen pískovcovými stěnami, na jejichž povrchu se nachází železné zábradlí. Kašna je obestavěna dvěma stupni podobajících se schodům. Dvě z obvodových stěn jsou  zdobeny vegetabilními motivy a uprostřed mají pole s německými nápisy.

## Historie
Kašna byla poprvé umístěna na liberecké náměstí v roce 1826, kde nahradila starší dřevěnou kašnu. V roce 1896 došlo k přesunu kašny blíže do středu a přidání kovového zábradlí. V roce 1925 byla zhotovena kašna podle návrhu Franze Metznera, která nahradila Neptunovu kašnu. Ta musela poté být přemístěna na Nerudovo náměstí. V roce 1964 byla vyhlášena za nemovitou kulturní památku.
Z Nerudova náměstí byla odebrána v roce 1994 socha Neptuna se soklem a zábradlí. V následujících letech došlo k restaurátorským pracím na zábradlí a soklu a zároveň byla vytvořena kopie plastiky Neptuna. V roce 2004 byla odstraněna poničená vana kašny.
V roce 2009 bylo získáno povolení pro navrácení kašny na náměstí Dr. E. Beneše a začalo se s využitím dotace Ministerstva kultury ČR s restaurátorskými pracemi na samotné kašně. Kašna byla sesazena na náměstí v červenci 2010 a do provozu byla uvedena 31. července 2010.